# Colonia Lapin
Colonia Lapin es una localidad cercana a Rivera, en el partido de Adolfo Alsina, en la provincia de Buenos Aires, Argentina.
Se fundó con veinticinco familias judías que venían desde Colonia Esperanza (Bernasconi) en busca de mejores condiciones de vida en 1919. Las tierras fueron adquiridas gracias a las gestiones realizadas por el director de la Jewish Colonization Association, Eusebio Lapin, a quien los primeros colonos decidieron homenajearlo con el nombre de la localidad. Adquirió de Mauricio Hirsch las tierras que serían el poblado.
Cuenta con una escuela primaria, una sinagoga, una escuela hebrea y un teatro, los cuales comenzaron a ser construidos a partir de 1921, con la llegada de nuevas familias al poblado.